# 목우자수심결(언해) (보물 제1848호)
목우자수심결(언해)(牧牛子修心訣(諺解))은 대한민국 서울특별시 성북구에 있는 조선시대의 목판본 책이다. 2014년 12월 31일 대한민국의 보물 제1848호로 지정되었다.

## 개요
『牧牛子修心訣(諺解)』는 고려의 普照國師 知訥의 저술인 ｢修心訣｣을 바탕으로 조선의 世祖(1417∼1468)가 景福宮의 丕顯閤에서 口訣하고 慧覺尊者 信眉(1403∼1480)가 국역한 것을 세조 13(1467)년에 刊經都監에서 간행한 목판본이다. ｢修心訣｣에 이어 信眉가 口訣하고 國譯한 「皖山正凝禪師示蒙山法語」·「東山崇藏主送子行脚法語」·「蒙山和尙示衆法語」·「古潭和尙法語」 등 4편의 ｢法語｣가 合綴되어 있으며, 이들은 ｢修心訣｣과 同年에 간행된 것으로 추정된다. 세조가 佛經의 간행을 위하여 설치한 刊經都監에서 간행된 여러 諺解本 중의 하나로 刊經都監의 성격 및 訓民正音의 연구에 귀중한 자료이다.

## 참고 자료
- 목우자수심결(언해) - 국가유산청 국가유산포털